# Barbara Blüher
Barbara Blüher (geb. Garke; * 10. Dezember 1943 in Cottbus; † 23. Dezember 2012 ebenda) war eine deutsche Gebrauchsgrafikerin und Grafikerin.

## Leben und Werk
Barbara Blüher absolvierte eine Lehre als Schriftsetzerin und studierte von 1967 bis 1972 bei Walter Schiller in der Fachrichtung Buchgestaltung der Hochschule für Grafik und Buchkunst Leipzig. In dieser Zeit von ihr geschaffene Druckgrafiken wurden mit Arbeiten weiterer Studenten als Illustration der Jugendlyrik-Anthologie Offene Fenster. Schülergedichte (Hrsg. Edwin Kratschmer und Margret Kratschmer; Verlag Neues Leben) veröffentlicht.
Nach dem Diplomabschluss arbeitete Barbara Blüher in Cottbus bis 1975 bei der DEWAG als Gebrauchsgrafikerin und dann freischaffend als Gebrauchsgrafikerin und freie Grafikerin.
Sie war bis 1990 Mitglied des Verbands Bildender Künstler der DDR, hatte ab 1980 in der DDR mehrere Einzelausstellungen und war auf wichtigen Gruppenausstellungen vertreten.
Barbara Blüher wurde in der Grabstätte ihrer Mutter Ilse Heyne-Garke (1916–2002) auf dem Nordfriedhof Cottbus beigesetzt.

## Weitere Werke (Auswahl)
- Treffpunkt Hügel (1980, Linolschnitt, 24 × 29 cm; Publiziert in einer Auflage von 100 Blatt als Grafikedition der Tageszeitung Junge Welt)[1]
- Wiesenweg (1981, Pastell, 36 × 48,5 cm)
- Stiefmütterchen (1981, Pastell, 19,5 × 20,5 cm)
- Holunder und Pilze (1981, Pastell, 30 × 40 cm)

## Teilnahme an zentralen und wichtigen regionalen Ausstellungen in der DDR
- 1979 und 1984: Cottbus, Bezirkskunstausstellungen
- 1982: Cottbus, Kunstsammlung Cottbus („Aspekte Cottbuser Kunst“)
- 1986: Cottbus, Staatliche Kunstsammlungen („Bekenntnis und Tat“)